# Natalie Elphicke

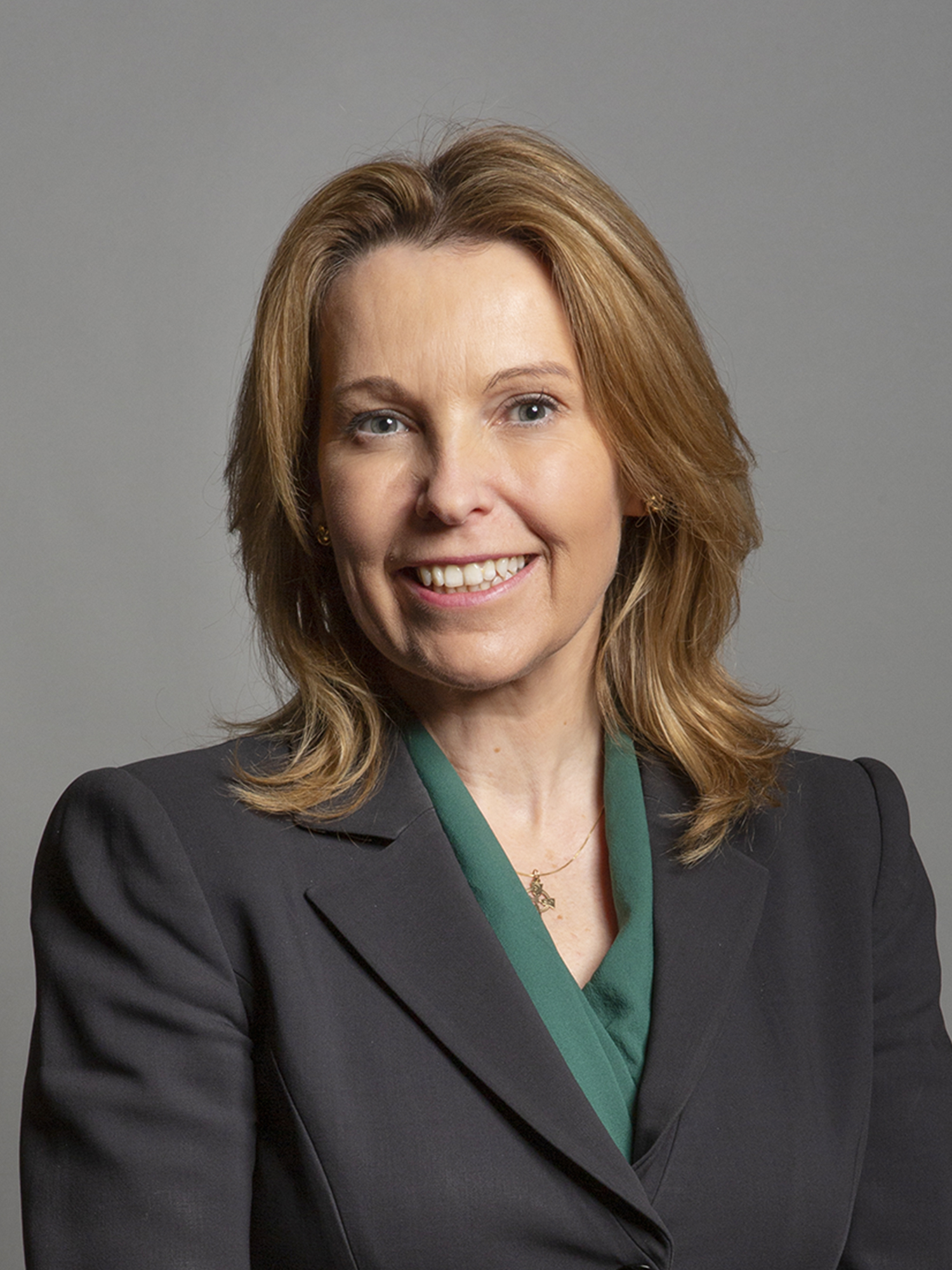
Natalie Elphicke

Natalie Cecilia Elphicke OBE (geb. 5. November 1970 in Welwyn Garden City) ist eine britische Politikerin und Abgeordnete im Unterhaus für Dover.

## Leben
Elphicke begann ihre berufliche Laufbahn in der Rechtswissenschaft, nachdem sie an der University of Kent studiert hatte. Sie wurde im Jahr 1994 zur Barrister und 1999 zur Solicitor am Lincoln’s Inn in London ernannt. In den frühen 2010er-Jahren engagierte sie sich im Bereich der Wohnungspolitik und verfasste für die konservative Denkfabrik Policy Exchange einen Bericht zu diesem Thema. Sie gründete auch eine Wohnungsbaugesellschaft mit dem Ziel, eine Million erschwingliche Wohnungen im Vereinigten Königreich zu bauen. Ihre Arbeit im Bereich des sozialen Wohnungsbaus brachte ihr 2015 eine Ernennung zum OBE für ihre Verdienste ein. Ihr Privatleben war von der Ehe mit Charlie Elphicke geprägt, einem ehemaligen Abgeordneten, der 2020 wegen sexueller Übergriffe verurteilt wurde; das Paar ließ sich 2021 scheiden.

## Wirken
Als Politikerin vertrat Natalie Elphicke zunächst die Konservative Partei und übernahm 2019 das Amt ihres damaligen Ehemannes als Abgeordnete für Dover. Ihre politische Karriere war von radikalen Positionen geprägt, insbesondere in den Bereichen Migration und Umweltpolitik. Sie befürwortete strikte Maßnahmen wie die Abschiebung von Flüchtlingen nach Ruanda und lehnte strengere Umweltvorschriften ab. Ihre Amtszeit war auch von Kontroversen überschattet, darunter ein Versuch, die Gerichtsverfahren ihres Mannes zu beeinflussen, wofür sie vom Parlament kurzzeitig suspendiert wurde. Im Jahr 2024 sorgte sie durch ihren Wechsel zur Labour-Partei für Aufsehen und kritisierte dabei die unerfüllten Versprechen der Regierung und setzte sich für Themen wie Wohnungsbau und Grenzsicherheit ein.